# Первомайське (Білокуракинський район)
Первомайське — колишнє село в Україні; підпорядковувалось Червоноармійській сільській раді Білокуракинського району Луганської області.
Розміщувалось між селами Солідарне та Осикове, на відстані 6 км від адміністративного центру сільської ради, селища Червоноармійське, 27 км від районного центру, смт Білокуракине, та 141 км від обласного центру, міста Луганськ. Найближча залізнична станція — Солідарний — за 2 км.
Виключене з облікових даних 26 січня 2006 року рішенням Луганської обласної ради.